# 亚历克斯·彼得兰杰洛
亚历克斯·彼得兰杰洛（義大利語：Alex Pietrangelo，1990年1月18日—），加拿大男子冰球运动员，场上位置是后卫。他曾代表加拿大国家队参加2014年冬季奥林匹克运动会冰球比赛，获得一枚金牌。